# 巴泰尔奈
巴泰尔奈（法語：Bathernay，法語發音：[batɛʁnɛ]）是法国德龙省的一个市镇，属于瓦朗斯区。

## 地理
巴泰尔奈（45°10'46"N, 4°59'39"E）面积5.71 平方千米，位于法国奥弗涅-罗讷-阿尔卑斯大区德龙省，该省份为法国东南部内陆省份，北起顺时针与伊泽尔省、上阿尔卑斯省、上普罗旺斯阿尔卑斯省、沃克吕兹省和阿尔代什省接壤。
与巴泰尔奈接壤的市镇（或旧市镇、城区）包括：埃尔巴斯河畔沙尔姆、蒙舍尼、拉蒂耶尔、圣阿维、泰尔萨讷。

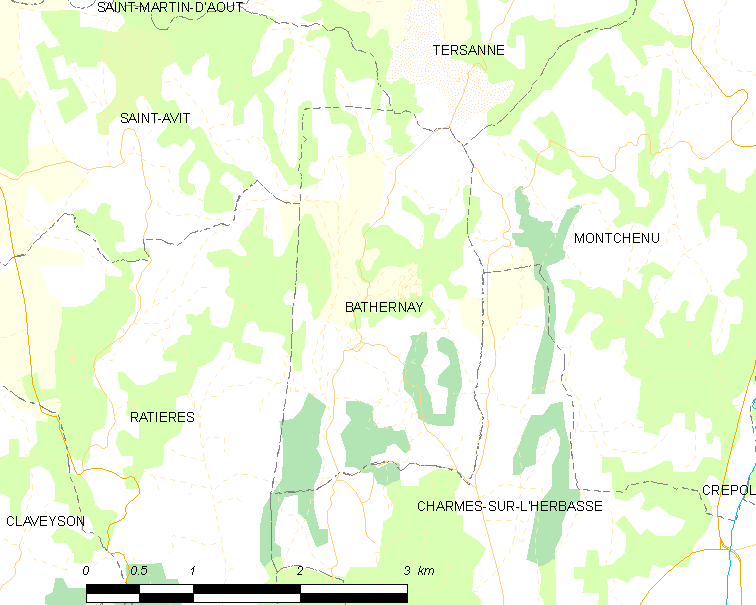
巴泰尔奈的OSM定位图

巴泰尔奈的时区为UTC+01:00、UTC+02:00（夏令时）。

## 行政
巴泰尔奈的邮政编码为26260，INSEE市镇编码为26028。

## 政治
巴泰尔奈所属的省级选区为丘陵德龙县。

## 人口

1962-2008年间巴泰尔奈人口变化图示

巴泰尔奈于2022年1月1日时的人口数量为223人。